# 孙用 (现代作家)
孙用（1902年5月18日—1983年10月3日），原名卜成中，浙江杭州人，中国作家、翻译家，为中国作家协会会员、中国翻译家协会理事、中国世界语协会理事、中国鲁迅研究会顾问等。曾任人民文学出版社编辑。主要翻译作品为裴多菲·山多尔的诗集，同时也参与了鲁迅著作的整理。